# Никодим Хадзихристу
Никодим (на гръцки: Νικόδημος, Никодимос) е гръцки духовник, митрополит на Вселенската патриаршия.

## Биография
Роден е на 6 ноември 1846 година в малоазийското градче Чанаккале (Дарданелия) със светската фамилия Хадзихристу (Χατζηχρήστου ). от 1867 до 1871 година живее в Йерусалим. В 1871 година започва да учи в Халкинската семинария под покровителството на митрополит Никодим Кизически. През март 1877 година е ръкоположен за дякон и същата година завършва семинарията. Работи две години като учител в училището на Ватопедския манастир, а след това още две години като учител в Чанаккале. В 1881 година става архидякон на митрополит Амвросий Никополски и Превезки. В 1890 година е назначен за ефимерий на общината Макрохори на Деркоската митрополия.
На 4 ноември 1895 година е избран и впоследствие ръкоположен за троадски епископ и назначен за викарен епископ на Деркоската митрополия.
На 27 юни 1900 година е избран за неврокопски митрополит. Наследилият го митрополит Теодорит Неврокопски го описва като пияница. В 1903 година Никодим подава оставка и заминава за Цариград.
Умира в Цариград на 22 април 1908 година.